# Jean de Lannoy, Abt von Saint-Bertin

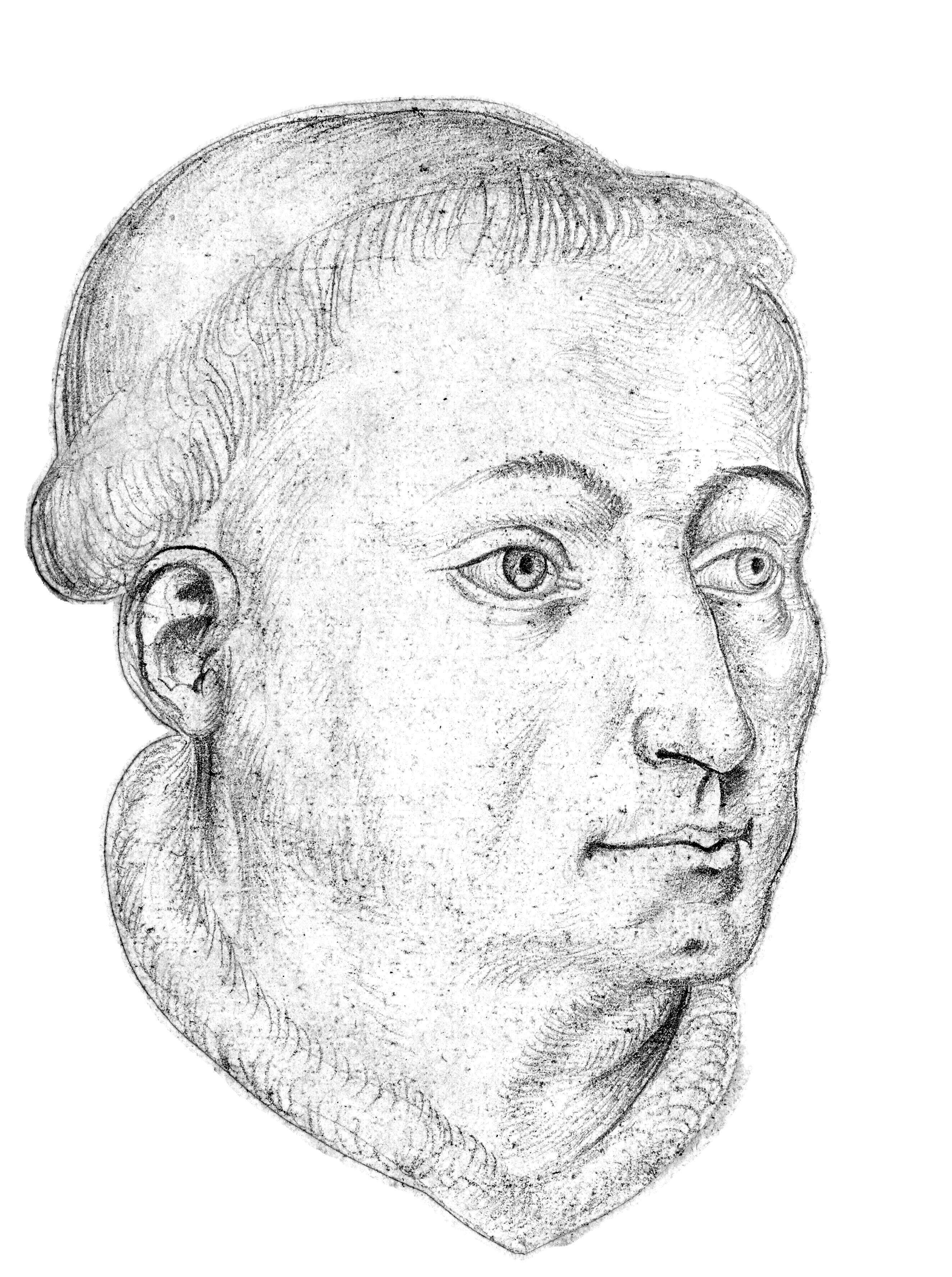
Jean de Lannoy (Recueil d’Arras, fol. 114)

Jean de Lannoy († 27. November 1492 in Mecheln) war Abt von Saint-Bertin und Kanzler des Ordens vom Goldenen Vlieses.

## Familiäre Herkunft
Er stammt aus der belgischen Adelsfamilie Lannoy und ist Sohn des Ritters vom Goldenen Vlies Ghillebert de Lannoy.
Er ist nicht identisch mit dem Vliesritter Jean de Lannoy.

## Leben
Schon in jungen Jahren trat er in das Kloster Abtei Saint-Vaast bei Arras ein, um 1450 wechselte er nach Saint-Bertin. Sein Studium in Paris beendete er mit dem Bakkalaureat des Kanonischen Rechtes. 1467 wurde Jean zum Abt von Auchy-les-Moines gewählt. Im August ging er jedoch nach Saint-Bertin zurück, da man ihn als Nachfolger Guillaume Fillastre zum neuen Abt gewählt hatte.
Für Maria von Burgund und ihrem Mann Maximilian I., dem er als Rat und Vertrauter diente, unternahm er zahlreiche Gesandtschaftsreisen nach England und Frankreich. Schließlich übernahm er im Dezember 1480 das Amt des Kanzlers des Ordens vom Goldenen Vlies und 1490 den Vorsitz über den Großen Rats von Mecheln.
Jean de Lannoy verstarb am 27. November 1492 in Mecheln, bevor er seine Berufung zum Bischof von Tournai annehmen konnte. Begraben ist er in Saint-Bertin.